# The Walt Disney Company América Latina
The Walt Disney Company América Latina é um conglomerado de mídia e conteúdos audiovisuais da América Latina com sede central em Pilar, Argentina, pertence a The Walt Disney Company.
The Walt Disney Company América Latina, juntamente com seus filiais localizadas em diferentes partes da América Latina, é responsável pela comercialização dos filmes, em todos os meios, videogames, parques e resorts, canais de televisão, radiodifusão e outros produtos de Walt Disney na América Latina.

## Negócios

### Produtoras
- Patagonik Film Group (30%)
- Star Distribution (antiga Buena Vista International Latín America)
- Star Original Productions (antiga Buena Vista Original Productions (2019–2021) e Fox Producciones Originales (2015–2021))

### Mídia digital
- Disney+: Serviço de streaming lançado em 17 de novembro de 2020.
- Star+: Serviço de streaming que também inclui o conteúdo da ESPN, lançado em 2022. Agendado para se fundir com o Disney+ ao fim de 2024.
- Oh My Disney (versões regionais): Mídia para fãs da Disney.

### Mídia doméstica
- Walt Disney Studios Home Entertainment América Latina: Divisão regional de distribuição de home video

### Canais de televisão
- Disney Channel: É o canal principal do grupo. Iniciou suas transmissões em 2000.
- Disney Junior: Canal dedicado a crianças em idade pré-escolar[4]. Suas transmissões começaram a 1 de abril de 2011.
- ESPN: Canal de TV especializado em esportes.
  - América Latina: ESPN América Latina, ESPN, ESPN 2 e ESPN Extra
  - Brasil: ESPN, ESPN 2, ESPN 3, ESPN 4, ESPN 5 e ESPN Extra
  - Caribe: ESPN e ESPN 2
- Star Channel: Canal de séries e filmes
- FX (exceto Brasil) Canal de séries e filmes
- FXM (exceto Brasil) Canal especializado em filmes
- Cinecanal Canal especializado em filmes, transmitido no México
- National Geographic: Canal especializado em documentários.
- Baby TV (exceto Brasil): Canal dedicado a crianças

### Canais extintos
- ESPN Play: serviço de TV Everywhere e vídeos sob demanda (VOD) da ESPN na  América Latina e Caribe.
- WatchESPN: serviço de TV Everywhere e vídeos sob demanda (VOD) da ESPN no Brasil.
- Star Premium: Grupo de canais de fimes e séries.
  - América Latina e Caribe: Star Series, Star Hits, Star Action, Star Fun, Star Comedy, Star Cinema e Star Classics
  - Brasil: Star Hits e Star Hits 2
- Star Life Canal do Séries e Filmes
- Fox Sports Canal especializado em esportes (exceto México).
  - Brasil: Fox Sports e Fox Sports 2.
- National Geographic Wild: Canal especializado em documentários da vida animal
- Nat Geo Kids: Canal dedicado a crianças
- Disney Junior Brasil: Canal dedicado a crianças em idade pré-escolar[4]. Suas transmissões começaram a 1 de abril de 2011, em 31 de março de 2022 só no Brasil, encerra as suas atividades.
- Disney XD: um canal dedicado a crianças de 4 a 18 anos. Iniciou suas transmissões em 3 de julho de 2009, substituindo a Fox Kids e Jetix.
- Disney Channel Brasil: Era o canal principal do grupo no país. Iniciou suas transmissões em 2001.
- National Geographic Brasil: Canal especializado em documentários.

### Solamente distribuição
- Rede Telecine: Rede de canais em parceria com o Grupo Globo, Comcast e Paramount Pictures.

### Estação de rádio
- Radio Disney: Rede de rádio da América Latina e Brasil.